# فراجنيتو مونفورتي
فراجنيتو مونفورتي (بالإيطالية: Fragneto Monforte)‏ هي كومونا في مقاطعة بنبنت بمنطقة كمبانية الإيطالية.
فراجنيتو هي منطقة جبلية خضراء يعود تاريخها إلى العام 500 قبل الميلاد،و تقع على بعد 10 كم من بنبنت، وعلى 65 كم من نابولي، و 200 كم من روما.